# مایک گرل
مایک گرل (انگلیسی: Mike Grell؛ ۱۳ سپتامبر ۱۹۴۷) یک ویراستار، قلم‌زن و جوهرزن اهل ایالات متحده آمریکا است.
وی بیشتر به خاطر همکاری‌هایش با مارول کامیکس و دی‌سی کامیکس به خصوص کار بر روی فانوس سبز شناخته می‌شود.